# 조기상
조기상(曺淇相, 1937년 6월 16일~2021년 7월 7일)은 대한민국의 정치인으로, 제11·12대 국회의원을 지냈다. 본관은 창녕이다.

## 학력
- 경기고등학교 졸업
- 서울대학교 문리대학 정치학과 졸업

## 경력
- 행정사무관
- 중앙공무원교육원교수
- 장훈고교장
- 국회농수산위원
- '88서울올림픽특별위원
- 한ㆍ노르웨이친선협회부회장
- 정부기부심사위부위원장
- 국회내무위원회간사
- 예결위4분과위원장
- 전남도지부위원장
- 헌특2분과위원장
- 민정당중앙집행위원
- 정무장관

## 역대 선거 결과
|  | 13.10% |

|  | 26.61% |

|  | 28.61% |

|  | 33.86% |

|  | 23.09% |

|  | 22.4% |

|  | 25.22% |

|  | 13.26% |

|  | 0% |

## 가족 관계
- 아버지: 조영규(1913년~1986년) 제1·3·4·5대 국회의원